# 迪夫亞卡
迪夫亞卡，是阿爾巴尼亞中西部非夏爾州的一个市镇，毗鄰亞得里亞海。该市镇包括5个行政分区，行政中心为迪夫亚卡镇。市镇面積为359.41平方公里，2011年人口数量为34,254人，迪夫亚卡镇的人口数量为8,445人。